# Vágar

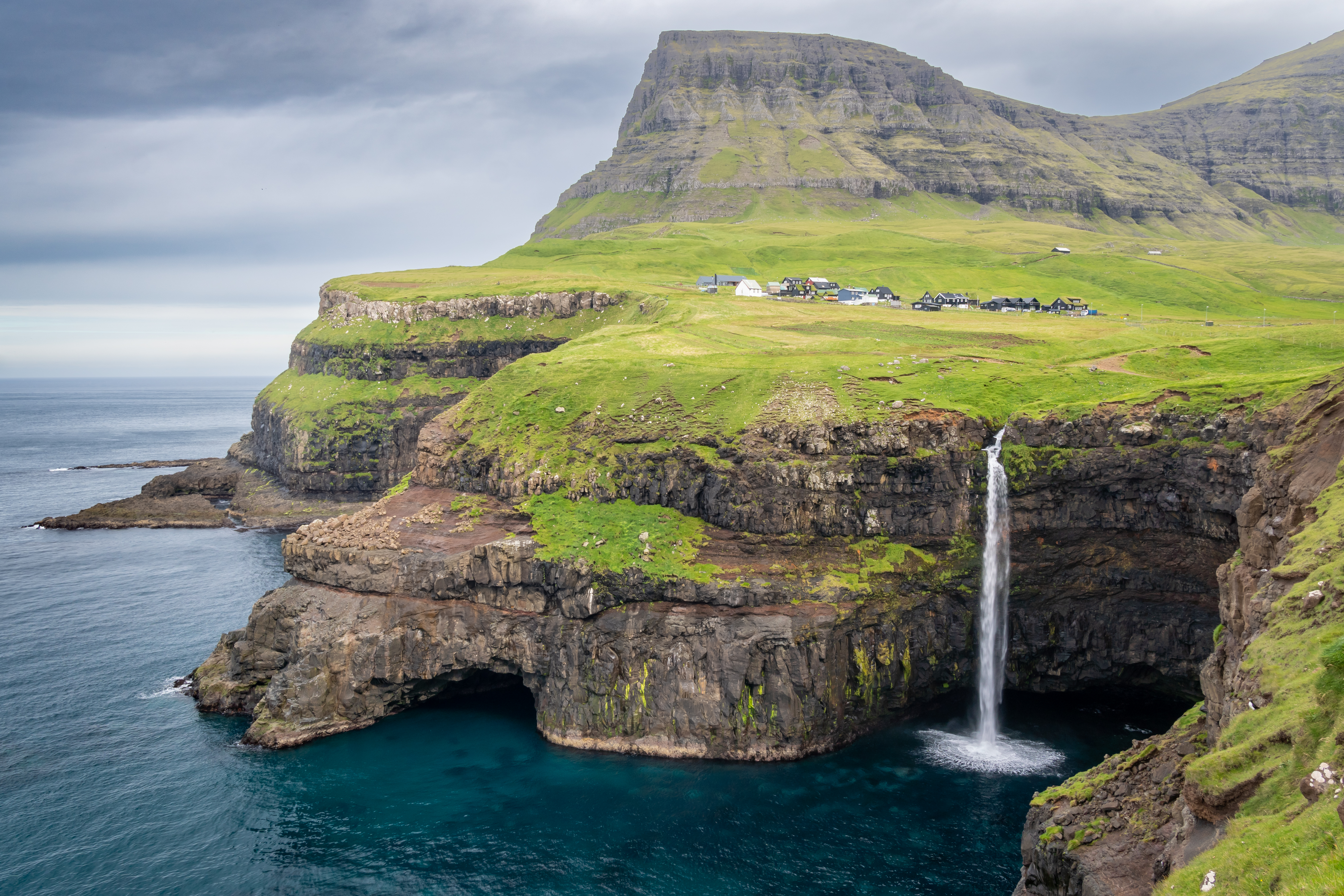
Vatttenfallet Múlafossur på öns västra sida.

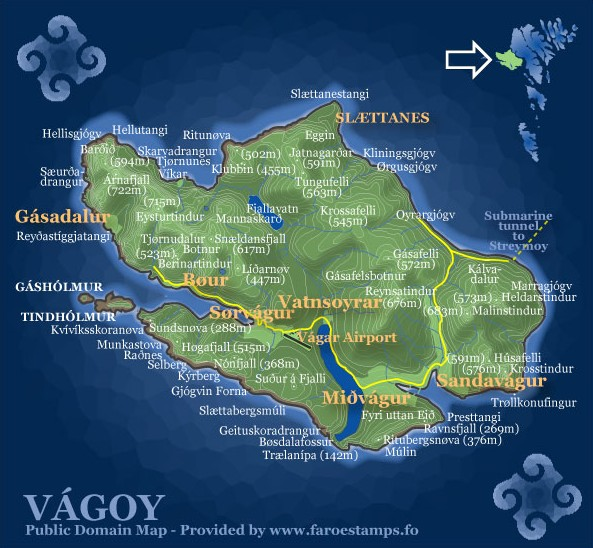
Topografisk karta över Vágar.

Vágar eller Vágoy (danskinspirerad äldre namnform: Vågö) är en av de 18 öar som bildar Färöarna och är den mest västliga av de stora öarna. Den totala arean är 178 km² vilket gör den till den tredje största, efter Streymoy och Eysturoy.
Antalet invånare är 2890 (februari 2005).

## Geografi
Öns största sjöar är Sørvágsvatn, Fjallavatn, Vatnsdalsvatn och Kvilkinnavatn.
Ön har 41 berg. De högsta bergen är Árnafjall (722 meter över havet), Eysturtindur  (715 meter över havet), Malinstindur (683 meter över havet), Jatnagarðar (676 meter över havet), Reynsatindur (676 meter över havet) och Giliðtrítitindur (643 meter över havet).
Öns största vattenfall är Bøsdalafossur, Múlafossur och Reipsáfossur.
De största holmarna och stenarna vid ön är Tindhólmur, Gáshólmur, Skerhólmur, Trøllkonufingur, Dunnusdrangar, Filpusardrangur, Drangarnir – Lítli Drangur samt Stóri Drangur.

## Kommunikationer
Färöarnas enda flygplats, Vágar flygplats, ligger på ön.